# Dyretransport
Dyretransport er transport af dyr ad landevejen, søvejen eller via luftfart.
Ad landevejen bruges selvstændige køretøjer eller trækvogne, trukket af et selvkørende motorkøretøj, til at transportere dyr over kortere eller længere afstande.

## Dyrenes rettigheder ved dyretransport
Organisation Animal Transportation Association kæmper for mere human transport af dyr generelt. Derudover har emnet, specielt angående transport af svin, gennem flere år været genstand for megen debat i Danmark, hvor mange organisationer har protesteret over svineproducenternes inhumane behandling af slagtesvin.
| Trafik | Spire Denne trafikartikel er en spire som bør udbygges. Du er velkommen til at hjælpe Wikipedia ved at udvide den. |